# //:Tr3s.Jeans
//:Tr3s.Jeans es el nombre del tercer álbum de estudio del grupo mexicano Jeans. Fue lanzado al mercado por Virgin y EMI en noviembre de 1999. Este álbum también marca un cambio en la agrupación.
Fueron lanzados para su promoción los sencillos: «Dime que me amas», «Solo vivo para ti», «Muero por ti» y «Escaparé contigo». En 1999, fue certificado por AMPROFON con disco de oro por 75 000 copias vendidas, siendo este el segundo en la carrera del grupo. Fue su último álbum con EMI durante varios años y también es su único álbum con Virgin.

## Antecedentes
En los primeros meses de grabación, el proceso de la salida de Melissa estaba en pleno movimiento y aún no se seleccionaba a su reemplazo. Fue por eso que la grabación original en España se realizó únicamente con Paty, Angie y Karla durante los meses de mayo y junio, dejando varios huecos en las pistas, mismos que en México fueron cubiertos durante julio y agosto por Regina Murguía, la nueva integrante. Este fue el último álbum en el que participó Angie, ya que abandonó el grupo en diciembre de 2000, luego de 5 años de permanecer en él.

## Lista de canciones
| //:Tr3s.Jeans |                       |          |  |
| N.º           | Título                | Duración |  |
| 1.            | «Paso a paso»         | 4:25     |  |
| 2.            | «Dime que me amas»    | 4:03     |  |
| 3.            | «Delfines»            | 3:58     |  |
| 4.            | «Muero por ti»        | 4:23     |  |
| 5.            | «Escaparé contigo»    | 3:57     |  |
| 6.            | «Solo vivo para ti»   | 4:22     |  |
| 7.            | «Tonta»               | 3:07     |  |
| 8.            | «Llueve sobre mojado» | 3:50     |  |
| 9.            | «Un aro en la nariz»  | 4:17     |  |
| 10.           | «Dos veletas»         | 4:43     |  |

## Certificaciones
| País   | Organismo certificador | Certificación | Ventas certificadas | Ref   |
| ------ | ---------------------- | ------------- | ------------------- | ----- |
| México | AMPROFON               | Oro           | 75 000              | [ 1 ] |